# Euceros decorus
Euceros decorus är en stekelart som beskrevs av Walley 1932. Euceros decorus ingår i släktet Euceros och familjen brokparasitsteklar. Inga underarter finns listade i Catalogue of Life.